# Armello
Armello — рольова стратегічна відеогра на спеціальній дошці, розроблена австралійською незалежною студією League of Geeks як дебютний проєкт. Початково, у вересні 2012 року, було оголошено, що гра вийде на iPad, при чому розробка гри тривала із середини 2011 року. Музику створили композитори Ліза Джеррард та Майкл Аллен. На межі квітня та травня 2014 року було започатковано успішну кампанію на Kickstarter з метою профінансувати перенесення гри на Steam та GOG.com, а також, у дальшій перспективі, створити версії гри для Android та Windows-планшетів. Гру також було вибрано на отримання додаткової підтримки від урядових агенцій Screen Australia та Film Victoria.
Події гри відбуваються у фентезійному світі антропоморфних тварин, і в грі одночасно може брати учась до чотирьох гравців, що беруть на себе роль представників відповідних кланів, обраних з метою захопити престол та стати наступним королем або королевою Королівства Армелло. Гра має механіку покрокової стратегії, як у настільній дошковій грі, і зосереджена на використанні гральних кубиків та карт, які можна витягувати з колоди, при чому дії й рішення кожного гравця впливають на кінцевий результат.

## Ігровий процес

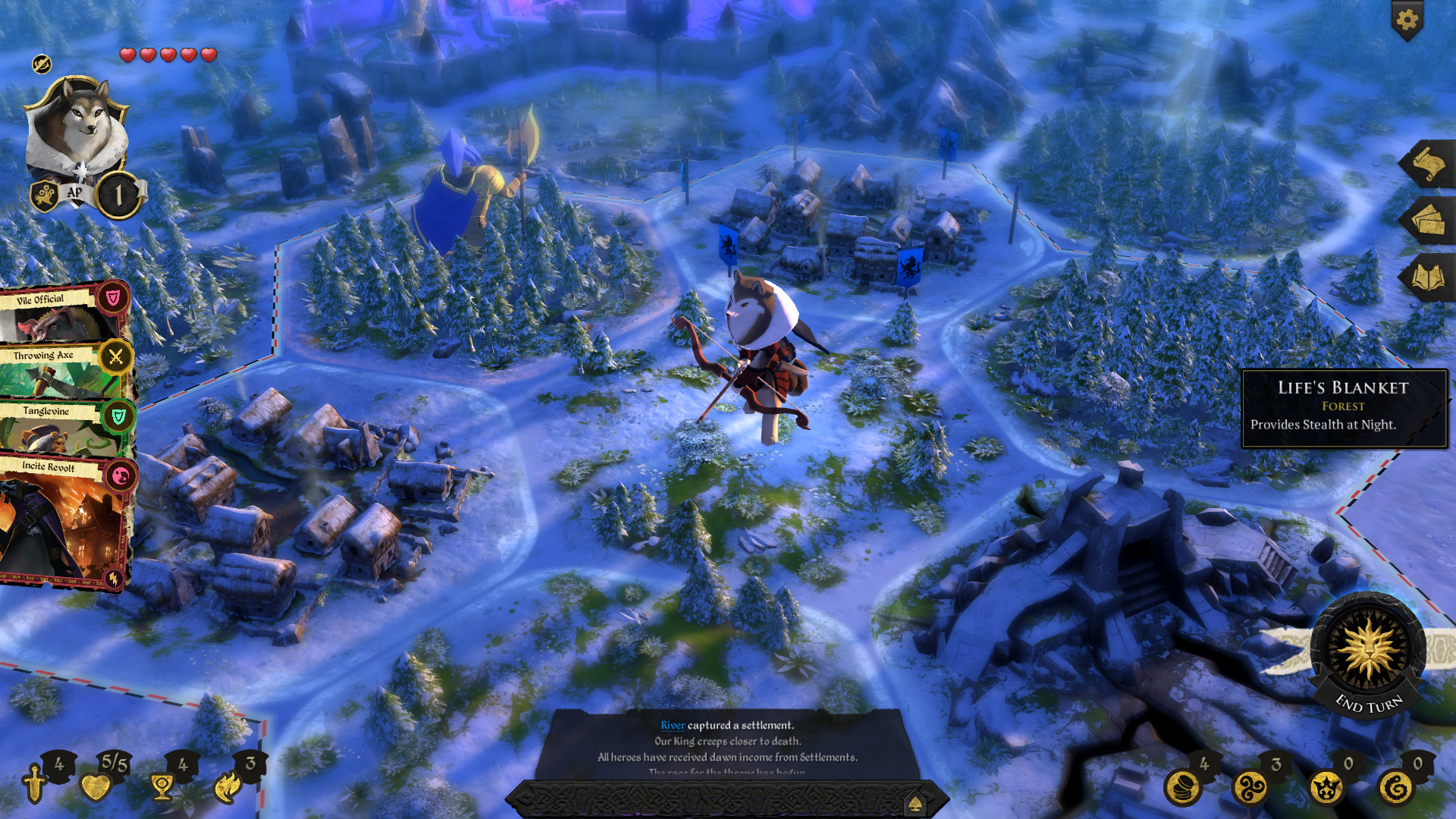
Гра Armello відтворює традиційні настільні рольові ігри в цифровому форматі. Її фентезійний світ наповнений антропоморфними створіннями.

Armello — це цифрова симуляція традиційної фентезійної настільної рольової гри, в якій використовуються віртуальні гральні кубики й карти, що дозволяють гравцеві здійснювати ті чи інші дії. Одночасно в грі може перебувати до чотирьох гравців, які керують персонажем-героєм, що є представником або представницею певного клану тварин. Кожен герой має свої особливості, і метою кожного з них є пробратися в королівський замок і стати новим королем або королевою Армелло. Ігровий простір на віртуальній дошці поділений на шестикутні клітинки, що містять випадково згенеровані деталі, такі як квести, які можна виконувати, суперники, з якими можна вести битви, пастки, в які можна потрапити тощо. На деяких клітинках розташовані підземелля, які можна досліджувати, а на деяких — поселення, які можна захоплювати. Із плином гри гравці можуть здобувати нові карти та ігрову валюту, яка необхідна для розігравання деяких карт.
Гра використовує покрокову систему, завдяки якій гравці можуть виконувати певні дії, наприклад, змінювати спорядження свого героя під час ходу іншого гравця, що дозволяє скоротити час пасивного очікування ходу. Карти й кубики використовуються для безпосередньої взаємодії з ігровим світом, а також формують основу бойової системи гри. Гравці витягують карти з трьох різних колод (карти предметів, карти заклять та карти супутників) і використовують їх, щоб кидати заклинання на себе чи ворогів, залучати до свого загону супутників, чи додавати до свого спорядження предмети, що надають особливі вміння. Деякі карти можна також розігравати як «напасті», які можна розміщати на бажаних клітинках, де вони виконуватимуть роль пасток для інших героїв, або ж ці карти можна використовувати в битві безпосередньо. Є карти, за допомогою яких можна укладати тимчасові союзні договори. Гра Armello також має цикл дня і ночі, і деякі герої отримують певні переваги в певний час доби, а окремі різновиди ворогів виникають на мапі лише світлої, або лише темної пори.
Перемогу можна здобути чотирма різними способами, і кожен герой має один спосіб, який йому підходить найкраще, але, водночас, кожен з них має можливість здобути перемогу будь-яким із чотирьох способів.

## Сюжет і персонажі
Події гри відбуваються в «похмуро-казковому» Королівстві Армелло — світі, який замешкують антропоморфні тварини, поділені на численні клани. Коли чинний король зазнає споганення темною силою, відомою як «тлін», представники найвпливовіших кланів рушають у тривалу й небезпечну мандрівку з метою захопити престол і вирвати владу з лап збожеволілого короля. І хоча, теоретично, гравці можуть напасти на короля відразу ж, як тільки доберуться до замку, загалом перемога в такому випадку є малоймовірною, і значно більші шанси вони матимуть після виконання декількох квестів (кожен з яких має свою історію з різними варіантами розвитку), що з'являються в різних місцях мапи, до яких героєві треба добиратися, ретельно плануючи маршрут та оминаючи небезпеки.

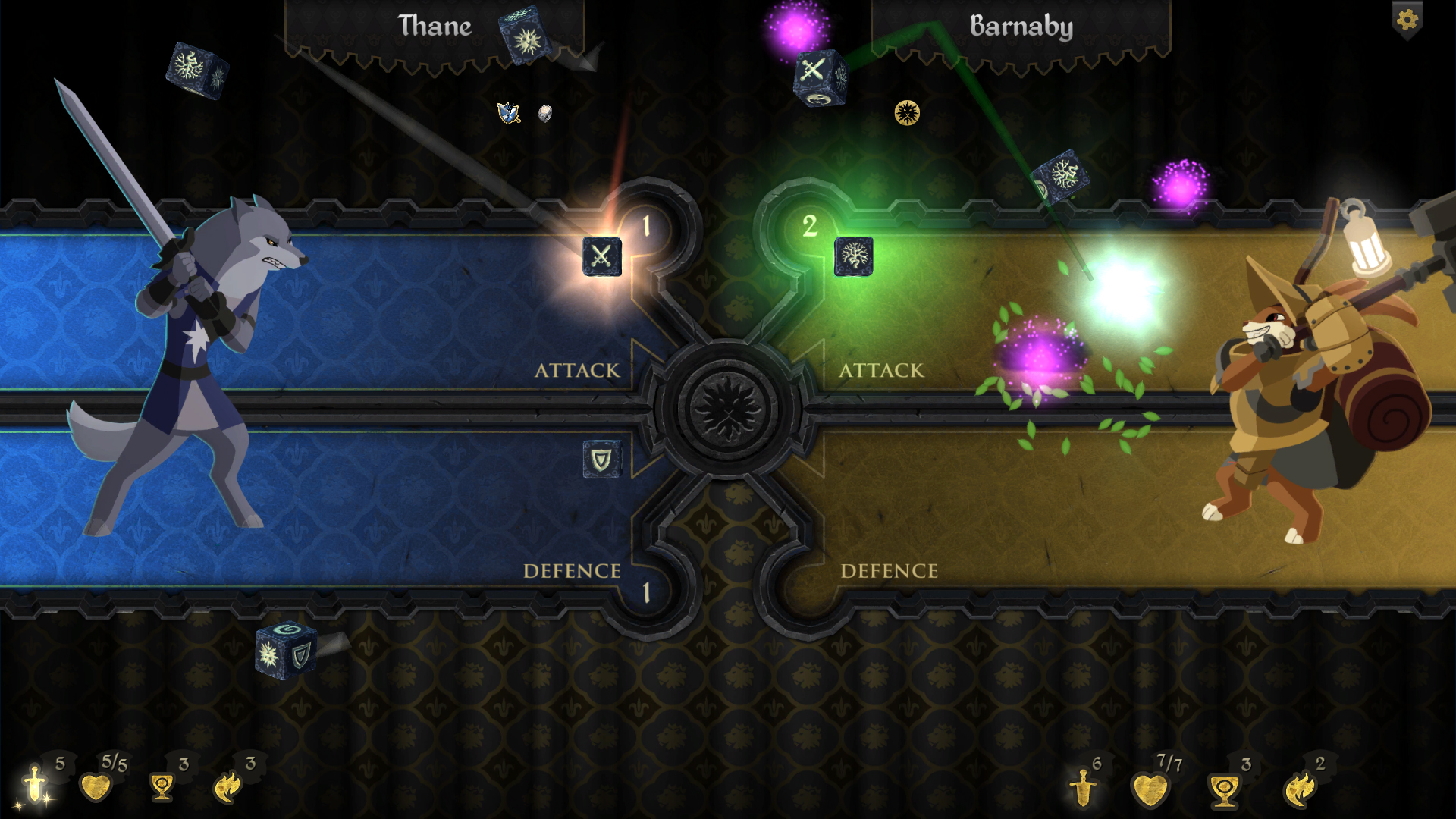
Приклад інтерфейсу битви, результат якої залежить від символів, що випадають на кубиках героїв. Тут зображено битву між вовком Таном і кролем Варнавою.

Базова версія гри має вісім доступних для вибору героїв, по два з чотирьох різних кланів: Тан і Річиця (клан вовків), Златка і Варнава (клан кролів), Меркурій і Зося (клан щурів), та Сана і Брун (клан ведмедів). Нові герої, а також два нові клани, з'явилися як завантажуваний вміст пізніше, у формі платних розширень. Гра з усіма розширеннями розширює вибір до 24 персонажів, якими можна грати.

## Розробка
Про вихід Armello як дебютного творіння австралійської незалежної студії League of Geeks було оголошено у вересні 2012 року. Спершу це мала бути гра, ексклюзивна для iPad, і її вихід планували на наступний рік. До команди з 15 розробників входили чотири директори: Тай Кері, Трент Кастерс, Блейк Міззі та Яцек Тушчевскі, чий загальний досвід в ігровій індустрії налічує 40 років і 50 випущених проєктів. Кастерс зазначив, що для нього натхненням до створення цієї гри слугував успіх Грега Касавіна зі створенням гри Bastion із настільки малою командою. Роботу над грою League of Geeks почали через вісім місяців, протягом яких на папері створювалися прототипи, і їм знадобилося додаткових 18 місяців праці, щоб нарешті дістатися до робочої гри на стадії pre-alpha. Початкову версію гри продемонстрували на Конференції розробників відеоігор у квітні 2013 року, а також пізніше, в липні того ж року — на вступному заході PAX Australia.
У грудні 2011 та жовтні 2013 року League of Geeks отримували допоміжне фінансування від штату Вікторія. На Сіднейському кінофестивалі 2012 року було оголошено, що гра Armello стала одним із 14 проєктів, вибраних із-поміж 89 продуктів, які мали отримати додаткову підтримку від австралійського федерального урядового органу фінансування Screen Australia.
Описуючи жанр та впливи гри, Кастерс описав її так: «Уявіть, що Magic: The Gathering переплітається з Final Fantasy Tactics», а «Game of Thrones переплітається з Kung Fu Panda». Також він зауважив, що гра має елементи настільних ігор, колекційних карткових ігор та тактичних рольових ігор. Гра припала до душі фанам серії романів «Редволл» та фільму «Темний кристал», а також анімаційних творів авторства Studio Ghibli, особливо — анімаційного фільму «Віднесені привидами», який, за словами Трента Кастерса, справив значний вплив на мистецький напрямок і сюжет Armello.
У квітні 2014 року команда запустила 30-денний проєкт зі збору коштів на Kickstarter, метою якого було зібрати додаткові AUD$200 000, аби допомогти з розробкою гри на постійній основі, а також надати підтримку для випуску гри на платформах Windows, OS X та Linux із використанням сервісу Steam. Також було зазначено додаткову, потенційну мету — розширити підтримку гри до планшетів на платформах Android та Windows. Гіпотетичною цільовою датою випуску було вказано березень 2015 року. 8 травня 2014 року кампанія зібрала $305 360, таким чином успішно профінансувавши як саму гру, так і додаткові зазначені цілі, до яких належали випуски на двох додаткових платформах, більша кількість підтримуваних мов, внутрішньоігрові картки, а також зимовий набір клітинок для мапи.

## Випуск
Відеогра Armello з'явилася в ранньому доступі на Steam 22 січня 2015 року. 26 травня того ж року було оголошено про вихід версії для PlayStation 4. Повна версія гри офіційно вийшла 1 вересня 2015 року для Microsoft Windows, OS X, Linux та PlayStation 4. У квітні 2016 року було оголошено про плани випустити версію гри для Xbox One, а також платне розширення, яке мало додати чотирьох нових героїв. Версія для Xbox та розширення під назвою «Usurpers» офіційно вийшли 30 серпня того ж року.
У грудні 2015 року League of Geeks уклали партнерський договір із сервісом щомісячної поштової розсилки IndieBox з метою створення нестандартної фізичної версії гри Armello. Це обмежене, окремо пронумероване видання, складалося із флеш-накопичувача з цифровою копією гри (DRM-free), офіційного саундтрека, посібника з інструкціями, ключа Steam, а також декількох спеціально виготовлених колекційних предметів.

### Завантажуваний вміст
Перший пакет завантажуваного вмісту під назвою «Armello: Usurpers», який додав до гри чотирьох нових героїв, вийшов 30 серпня 2016 року — приблизно через рік після виходу гри. Вміст був розрахований лише для консольних версій гри, а також для комп'ютерної версії через Steam. І хоча студія League of Geeks від моменту збору коштів на Kickstarter планувала зробити завантажуваний вміст доступним для всіх, включно з тими, хто придбав собі версію DRM-free, наприклад, через GOG.com, автори проєкту виявили, що підтримка такого вмісту на платформах DRM-free виходить за межі їхніх можливостей у плані наявних ресурсів. Співзасновник Трент Кастерс заявив, що «якби в нас були необмежені ресурси й час, ми могли би взятися за це завдання, яке вимагає переписування базової архітектури, що лежить в основі цього рішення, але це завдання — прямо-таки нездійсненне з величезної кількості причин, які є унікальними для [League of Geeks], Armello, і того, де ми зараз перебуваємо та яким ми бачимо майбутнє Armello.» З огляду на це рішення, League of Geeks дозволила тим користувачам, які придбали версію DRM-free, вимагати повернення коштів за гру.

## Сприйняття
| Агрегатор  | Оцінка                                          |
| ---------- | ----------------------------------------------- |
| Metacritic | PC: 75/100 PS4: 74/100 XONE: 80/100 iOS: 71/100 |

Як зазначає агрегатор Metacritic, відеогра Armello отримала «загалом схвальні» відгуки для версій на Windows та Xbox One, і «мішані чи середні» відгуки на PlayStation 4 та iOS. Вебсайт GameSpot оцінив гру на 8 із 10, зазначивши, що попри те, що гру в деяких аспектах ще варто «відшліфувати» вона, все ж, є «одним із найкращих доступних екземплярів віртуальної гри дошкового типу». PlayStation LifeStyle теж оцінили гру на 8 із 10, ствердивши, що «це — добре збаланосована й приємна на вигляд забавка, яка демонструє, що оригінальність усе ще можлива навіть у форматі, який існує століттями». IGN висловилися дещо менш позитивно, оцінивши гру на 5.6 із 10 пояснивши таку оцінку тим, що «Armello справляє чудове перше враження, але має погану звичку навіювати відчуття, наче ви граєте самі.»

На фестивалі Independent Games Festival 2016 року відеогру було номіновано на нагороду «Досконалість у візуальному мистецтві».